# Dominique-Jean Larrey
Baron Dominique-Jean Larrey (8 iulie 1766 – 25 iulie 1842) a fost un chirurg militar francez din armata lui Napoleon, care ulterior a devenit un medic civil și autor de tratate chirugicale și de medicină generală.
Larrey s-a născut în cătunul Beaudéan, din munții Pirinei într-o familie burgheză de condiție materială medie, care s-a mutat ulterior la Bordeaux. Devenit orfan la vârsta de 13 ani, a fost crescut și educat de unchiul său Alexis, care era chirurg șef în Toulouse. După o ucenicie de șase ani, Larrey a plecat la Paris ca să studieze cu marele chirurg francez Desault, care era chirurgul șef al spitalului Hôtel Dieu. Studiile sale au fost brusc întrerupte de seria războaiele napoleoniene.
Larrey a fost chirurg șef al armatelor lui Napoleon începând cu campania din Italia din 1797 până la finalul dezastrului napoleonic de la Waterloo din 1815.
În timpul celor 18 ani de serviciu, Larrey a inițiat metode moderne de practicare a chirurgiei militare, a realizat spitale de campanie și a inventat de fapt sistemul modern de organizare al corpurilor de armată de medicină militară. După studierea modului extrem de rapid și eficient al manevrării artileriei franceze, care fusese supra-numită artileria zburătoare, Larrey a adoptat metodele acesteia (vedeți articolul Ambulanțele zburătoare la Flying Ambulances Arhivat în 14 mai 2008, la Wayback Machine.) pentru transportarea rapidă și eficientă a răniților, dotând corpurile sale ambulatorii cu cariaje, oameni și tărgi.
Larrey a reorganizat întregul sistem al spitalelor de campanie, a crescut mobilitatea, eficiența și operabilitatea acestora, ffind un adevărat precursor al unităților medicale de campanie de toate tipurile (unități MASH, în engleză).
Datorită întregii sale prestații extraordinare, atât ca medic și chirurg, respectiv ca organizator al unităților militare medicale, Larrey a devenit un favorit al Împăratului Bonaparte, fiind înnobilat în 1809 pe câmpul de bătălie la Wagram.
După Waterloo, a fost luat prizonier de către Prusaci și condamnat la moarte. Totuși, a fost recunoscut de un medic militar, care a pledat pentru a rămâne în viață. A rămas devotat acestuia prin scrieri și voluntariat în domeniul medicinei. A murit pe 25 iulie 1842 la Lyon.
Scrierile lui Larrey sunt considerate ca primele scrieri moderne despre medicina militară și au fost traduse în mai multe limbi.